# Üvegházhatású gázok
Az üvegházhatású gázok olyan gázok, melyek elnyelik és kisugározzák az infravörös hullámhosszú fényt, ami az üvegházhatáshoz vezet. A Föld légkörében a legfontosabb üvegházhatású gázok a vízgőz, a szén-dioxid, a metán, a dinitrogén-oxid és az ózon. A Naprendszerben a jelenség nem csupán a Földön, de a Vénuszon, a Marson és a Titánon is megfigyelhető. Az üvegházhatású gázok jelentős mértékben befolyásolják a Föld hőmérsékletét, azok nélkül a bolygó 33 °C-kal hidegebb lenne.
Az ipari forradalom kezdete óta azonban a fosszilis tüzelőanyagok elégetése miatt a Föld légkörének szén-dioxid tartalma komoly mértékben, 280 ppm-ről 400 ppm fölé emelkedett, jóllehet a kibocsátás jelentős része felszívódott a szénciklus során.

## Gázok a Föld légkörében

### Üvegházhatású gázok
Az üvegházhatású gázok azok a gázok, melyek elnyelik és visszasugározzák az infravörös sugárzást a Föld felszínére. Úgymond csökkentik ezek a gázok a Föld felé sugárzott hő „visszaverődését” a világűrbe. Hasonló, eléggé látványos, bár fizikailag mással magyarázható eseményt bárki tapasztalhat derült időben, forró nyáron, ha betesz egy hőmérőt egy lezárt fémautóba. A belső hőmérséklet jóval nagyobb értéket fog mutatni, mint a külső. Az üvegházhatás szempontjából kifejtett hatásukat összehasonlíthatjuk a 
GWP (global warming potential) értékekkel, így pl. a CO2 és a metán 1:23 arányban hat a légkörre. Az értékeket 100 évre számítva közlik (az ipari forradalom előtt, és 2000-ben mérve). A Föld légkörében – előfordulásuk gyakorisága szerint – ezek a következőek:
- Vízgőz
- Szén-dioxid
- Metán
- Dinitrogén-oxid
- Ózon

| Gáz                                                                           | Képlet   | GWPa   | Légköri tart.idő (év)                | Légköri koncentráció | Változás (%) |
| ----------------------------------------------------------------------------- | -------- | ------ | ------------------------------------ | -------------------- | ------------ |
| szén-dioxid                                                                   | CO2      | 1      | Nem határozható meg egyértelműen:731 | 280 ↑ 368 ppmv       | +31          |
| metán                                                                         | CH4      | 23     | 8,4-12                               | 700 ↑ 1750 ppbv      | +151         |
| dinitrogén-oxid                                                               | N2O      | 314    | 120                                  | 270 ↑ 316 ppbv       | +17          |
| kén-hexafluorid                                                               | SF6      | 22200  | 3200                                 | 0 ↑ 4 pptv           |              |
| részlegesen fluorozott szénhidrogének (HFC-k)                                 |          |        |                                      |                      |              |
| HFC-23                                                                        | CHF3     | 12 000 | 260                                  | 0 ↑ 14 pptv          |              |
| HFC-134a                                                                      | CH2FCF3  | 1300   | 14                                   | 0 ↑ 7,5 pptv         |              |
| HFC-143a                                                                      | C2H3F3   | 3800   | 48                                   |                      |              |
| perfluorozott szénhidrogének (PFC-k)                                          |          |        |                                      |                      |              |
| tetrafluormetán                                                               | CF4      | 6500   | 50 000                               | 0 ↑ 72 pptv          |              |
| perfluor-etán                                                                 | C2F6     | 9200   | 10 000                               |                      |              |
| perfluor-propán                                                               | C3F8     | 7000   | 2600                                 |                      |              |
| perfluor-hexán                                                                | C6F14    | 9000   | 3200                                 |                      |              |
| teljesen halogénezett (más néven kemény) freonok (CFC-k)                      |          |        |                                      |                      |              |
| CFC-11                                                                        | CFCl3    | 4600   | 45                                   | 0 ↑ 268 pptv         |              |
| CFC-12                                                                        | CF2Cl2   | 10 600 | 102                                  | 0 ↑ 533 pptv         |              |
| CFC-113                                                                       | CF2CFCl3 | 6000   | 85                                   | 0 ↑ 84 pptv          |              |
| halonok                                                                       |          |        |                                      |                      |              |
| H-1211                                                                        | CBrClF2  | 1300   | 11                                   | 0 ↑ 4 pptv           |              |
| H-1301                                                                        | CBrF3    | 6900   | 65                                   | 0 ↑ 2 pptv           |              |
| részlegesen halogénezett (más néven hidrogénezett vagy lágy) freonok (HCFC-k) |          |        |                                      |                      |              |
| HCFC-22                                                                       | CHF2Cl   | 1700   | 12                                   | 0 ↑ 132 pptv         |              |
| HCFC-142b                                                                     | CH3CF2Cl | 2400   | 19                                   | 0 ↑ 11 pptv          |              |

(forrás: IPCC 2001)